# ICAB
Pour les articles homonymes, voir iCab.
ICAB est une société qui développe le logiciel de calcul de structure ICAB basé sur la méthode des éléments finis.

## Capacité de calcul
Les types d'éléments disponibles sont notamment des  poutres et des  coques.
Le logiciel ICAB Force permet d'effectuer des simulations mécaniques en calcul de structures. Ses principales capacités sont l'analyse statique, l'analyse modale, l'analyse du flambement généralisé.

## Domaines d'application
le logiciel ICAB permet de concevoir des structures selon les règles DTU ou Eurocodes.
Les règles de conception sont regroupées de manière synthétique dans des mementos : 
- les charges climatiques de neige et de vent NV65 ;
- les calculs para-sismiques PS92 ;
- les surcharges d'exploitation d'occupation ;
- les structures en acier CM66 ;
- les charpentes en aluminium AL76 ;
- les charpentes en bois CB71.